# Olivia Williams
Olivia Haigh Williams (Camden Town, Londres, 26 de julio de 1968), conocida como Olivia Williams, es una actriz británica.

## Vida personal
En noviembre de 2003, contrajo matrimonio con el actor Rhashan Stone, con quien tiene dos hijas: Esme y Roxana.
En abril de 2025 anunció que padecía cáncer de páncreas.

## Filmografía

### Cine
| Año  | Título                        | Personaje                        | Observaciones |
| ---- | ----------------------------- | -------------------------------- | --- |
| 1997 | Beck                          | Karen Quinn                      | |
| 1997 | Gaston's War                  | Nicky                            | |
| 1997 | The Postman                   | Abby                             | |
| 1998 | Rushmore                      | Rosemary Cross                   | |
| 1999 | The Sixth Sense               | Anna Crowe                       | |
| 2000 | Four Dogs Playing Poker       | Audrey                           | |
| 2000 | Born Romantic                 | Eleanor                          | |
| 2000 | Dead Babies aka Mood Swingers | Diana                            | |
| 2001 | El cuerpo                     | Sharon Golban                    | |
| 2001 | Lucky Break                   | Annabel Sweep/Lady Hamilton      | Nominada — Empire Award a Mejor Actriz |
| 2001 | The Man from Elysian Fields   | Andrea                           | |
| 2002 | The Heart of Me               | Madeleine                        | BIFA Award a Mejor Performance de una Actriz en un Film Independiente Británico (2003) |
| 2002 | Below                         | Claire                           | |
| 2003 | Matar a un rey                | Lady Anne Fairfax                | |
| 2003 | Peter Pan                     | Mrs. Darling                     | |
| 2005 | Valiant                       | Victoria                         | Voz |
| 2005 | Tara Road                     | Ria                              | |
| 2005 | Mockingbird                   | Madre                            | |
| 2006 | X-Men: The Last Stand         | Moira MacTaggert                 | No aparece en los créditos |
| 2008 | Flashbacks of a Fool          | Grace Scott                      | |
| 2008 | Broken Lines                  | Zoe                              | |
| 2009 | An Education                  | Srta. Stubbs                     | Nominada — London Film Critics Circle Award a Actriz de reparto británica del año Nominada — Screen Actors Guild Award |
| 2010 | The Ghost Writer              | Ruth Lang                        | London Film Critics Circle Award a Actriz de reparto británica del año National Society of Film Critics Award a mejor actriz de reparto Nominada — Empire Award a mejor actriz Nominada — Los Angeles Film Critics Association Award a Mejor Actriz de Reparto |
| 2010 | Sex & Drugs & Rock & Roll     | Betty Dury                       | |
| 2011 | Collaborator                  | Emma Stiles                      | |
| 2011 | Hanna                         | Rachel                           | |
| 2011 | Wild Bill                     | Kelly                            | |
| 2012 | Hyde Park on Hudson           | Eleanor Roosevelt                | |
| 2012 | Anna Karenina                 | Condesa Vronskaya                | |
| 2013 | The Last Days on Mars         | Kim Aldrich                      | |
| 2014 | Sabotage                      | Investigadora Caroline Brentwood | |
| 2014 | Maps to the stars             | Cristina Weiss                   | |
| 2017 | Victoria & Abdul              | Jane Spencer                     | |
| 2020 | The Father                    | Catherine (La mujer)             | |

### Televisión
| Año(s) de aparición | Film o serie                                                                                        | Papel                | Premios y nominaciones |
| ------------------- | --------------------------------------------------------------------------------------------------- | -------------------- | ---------------------- |
| 1992 (1 episodio)   | Van der Valk (1972–1973, 1977, 1991–1992)                                                           | Irene Kortman        |                        |
| 1992 (1 episodio)   | The Ruth Rendell Mysteries (1987–2000) "The Speaker of Mandarin"                                    | Jennifer Norris      |                        |
| 1998 (2 episodios)  | Friends (1994–2004) "The One with Ross's Wedding: Parte 1" y "The One with Ross's Wedding: Parte 2" | Felicity             |                        |
| 2000                | Jason and the Argonauts                                                                             | Hera                 |                        |
| 2001 (1 episodio)   | Spaced (1999, 2001) "Help"                                                                          | Ciclista             |                        |
| 2004                | Agatha Christie – A Life in Pictures                                                                | Agatha Christie      |                        |
| 2006                | Krakatoa – The Last Days                                                                            | Johanna Beijerinck   |                        |
| 2007                | Damage                                                                                              | Michelle Cahill      |                        |
| 2008                | Miss Austen Regrets                                                                                 | Jane Austen          |                        |
| 2009–2010           | Dollhouse                                                                                           | Adelle DeWitt        |                        |
| 2010                | Terriers                                                                                            | Miriam Foster        |                        |
| 2011                | Case Sensitive                                                                                      | DS Charlie Zailer    |                        |
| 2017                | Counterpart                                                                                         | Emily Burton Silk    |                        |
| 2022-2023           | The Crown                                                                                           | Camila Parker Bowles |                        |
| 2024                | Dune: Prophecy                                                                                      | Tula Harkonnen       |                        |

### Teatro
| Año(s) de aparición | Producción | Papel           | Premios y nominaciones |
| ------------------- | --- | --------------- | ---------------------- |
| 1995                | Richard III de William Shakespeare                                                                                    |                 |                        |
| 2003                | Love's Labour's Lost (c. 1595–1596) de William Shakespeare Olivier Theatre, Royal National Theatre, Londres           | La Princesa     |                        |
| 2003                | The Hotel in Amsterdam de John Osborne Donmar Warehouse, Londres                                                      | Annie           |                        |
| 2006                | The Changeling (1653) de Thomas Middleton y William Rowley producción de Cheek by Jowl en el Barbican Centre, Londres | Beatrice-Joanna |                        |
| 2011                | In a Forest, Dark and Deep de Neil LaBute Vaudeville Theatre, Londres                                                 | Betty           |                        |